# Titantetraethanolat
Titantetraethanolat ist eine chemische Verbindung aus der Gruppe der Alkoholate bzw. titanorganischen Verbindungen.

## Eigenschaften

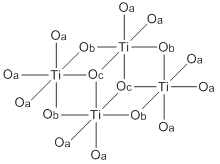
Struktur des Feststoffs

Titantetraethanolat ist ein weißer, kristalliner Feststoff, der bei 38–40 °C schmilzt. Die Verbindung kommt auch als farblose bis gelbliche Flüssigkeit mit alkoholischem Geruch vor, wobei dies mit einer metastabilen unterkühlten Schmelze oder durch Verunreinigungen durch Hydrolyseprodukte begründet werden kann. Der Feststoff bildet ein monoklines Kristallgitter mit der Raumgruppe C2/c. Dabei liegt eine tetramere Struktur vor, wobei die Titanatome oktaedrisch koordiniert sind. Für die Ethanolatfunktion gibt es drei verschiedene Bindungvarianten mit einfach, zweifach und dreifach koordiniertem Sauerstoffatom. Aus der unterschiedlichen Koordination resultieren verschiedene Ti-O-Bindungslängen. In flüssiger Phase und in Lösung treten trimere Strukturen auf.
Das Alkoholat hydrolysiert in Wasser und ist löslich in Toluol und Aceton.
{\displaystyle \mathrm {Ti(OC_{2}H_{5})_{4}+4\ H_{2}O\rightarrow Ti(OH)_{4}+4\ C_{2}H_{5}OH} }
Es besitzt eine Viskosität von 55 bis 65 mPa·s bei 20 °C. Technisches Titantetraethanolat enthält 5 bis 15 % Isopropanol.

## Verwendung
Titantetraethanolat kann zur Herstellung von Titandioxid-Schichten und Nanopartikeln verwendet werden.

## Sicherheitshinweise
Die Dämpfe von Titantetraethanolat können mit Luft ein explosionsfähiges Gemisch (Flammpunkt 42 °C) bilden.